# 寇竹乡农民协会旧址
寇竹乡农民协会旧址，位于中国广东省湛江市遂溪县建新镇黄屋村，为遂溪县的一个县级文物保护单位，类型为古建筑，公布时间为2005年4月6日。
寇竹乡农民协会旧址的历史年代为清代。